# 八峰町立八峰中学校
八峰町立八峰中学校（はっぽうちょうりつ はっぽうちゅうがっこう）は、秋田県山本郡八峰町峰浜田中にある公立中学校。

## 概要
- 本校は、八峰町八森地域にあった八森中学校と峰浜地域にあった峰浜中学校が統合して開校した中学校で、八峰町内唯一の中学校である。校舎は、旧峰浜中学校校舎を使用する。

## 沿革
- 2016年（平成28年）
  - 4月1日 - 開校。
  - 4月6日 - 10時15分から、体育館にて開校式挙行[1]。
  - 4月7日 - 13時30分から、第1回入学式挙行。最初の新入生は47名。
- 2017年（平成29年）3月11日 - 10時から、第1回卒業式挙行。最初の卒業生は54名[2]。

## 学区
- 八峰町全域

## 周辺
- 峰浜球場
- 郷土資料館